# Sonny & Cher
Sonny & Cher au fost un duet pop/folk american alcătuit din cuplul Sonny Bono și Cher, activ între anii '60 și '70, fiind și prezentatorii unei emisiuni de televiziune de succes în aproximativ aceeași perioadă. După răcirea relației dintre cei doi, s-au despărțit atât pe plan profesional cât și personal, continuând să rămână constant în atenția presei.

## Cariera muzicală

### Începuturi (1964 - 1967)
La sfârșitul anilor '50, Sonny Bono, fiul unor imigranți sicilieni lucra ca distribuitor la o băcănie. Încercând să descopere succesul muzical, trimitea adesea cântecele compuse de el diferitelor case de discuri de pe Sunset Boulevard. Șansa i s-a oferit odată cu postul de asistent al producătorului muzical Phil Spector.  Ca angajat al lui Spector, Bono și-a perfecționat modul de a compune și a aranja versuri pe note. În 1964 a compus „Needles and Pins” (adesea considerat una dintre cele mai bune piese ale sale) pentru The Searchers. În aceeași perioadă a întâlnit-o pe Cherilyn Sarkisian, atunci în vârstă de 16 ani. Bono i-a mijlocit lui Cher un post de cântăreață backup pentru grupul The Ronettes și a determinat-o să cânte și ca solistă. În 1964 Cher și-a lansat primul disc single, „Ringo, I Love You”, un cântec de dragoste dedicat lui Ringo Starr (membru Beatles), sub pseudonimul Bonnie Jo Mason însă din cauza vocii ei joase, mulți oameni au crezut că piesa este cântată de un bărbat, lucru neacceptat atunci. Din această cauză, piesa nu s-a clasat în niciun top, iar posturile de radio nu au difuzat-o. În urma eșecului, Bono a convins-o că cei doi ar trebui să formeze o pereche, pe lângă cariera ei solo.  Inițial s-au lansat sub pseudonimele Caesar and Cleo, iar primul lor single, „The Letter”, a fost un eșec. Următoarele piese promovate, „Do You Wanna Dance” și „Love Is Strange” au avut aceeași soartă. Din cauza insuccesului proiectului, și-au schimbat imaginea într-una hippie și numele de scenă în Sonny & Cher.
Inspirat de viața lui Cher, Bono a compus „Baby Don't Go”. Cântecul a reprezentat primul lor succes, atingând locul 8 în Statele Unite și 11 în Regatul Unit, cu toate că albumul nu a făcut mare vâlvă.
În vara anului 1965 Cher și-a lansat primul disc single sub acest nume, o preluare după Bob Dylan. Piesa a devenit un succes de top 20 în Billboard Hot 100 și top 10 în UK Singles Chart. Cher și-a continuat cariera solo în paralel cu cea de membră a grupului Sonny & Cher.
În 1965 Bono a compus cel mai mare hit al lor, „I Got You Babe”. După ce a semnat un contract cu Atco și Atlantic Records, a început să înregistreze piesa cu echipament profesionist. Deși Atco Records a considerat că „I Got You Babe” ar fi mai bună ca fața B a piesei „It's Gonna Rain”, Bono era decis că alegerea lui era cea mai bună, astfel că a dus separat negocieri cu unele posturi de radio și DJ-ei pentru a promova „I Got You Babe”. Considerând că imaginea lor era prea radicală pentru americani, la sugestia formației britanice The Rolling Stones, Sonny & Cher au plecat în luna iulie într-un turneu în Marea Britanie. Aici, cei doi au fost dați afară din hotelul Hilton din cauza îmbrăcămintei lor, fiind considerat de mulți un truc pentru a atrage atenția. În următoarele zile, presa a fost pe urmele lor mereu, cei doi apărând chiar și pe coperta revistei The Daily Telegraph. La întoarcerea în Statele Unite, Sonny & Cher erau considerați ca făcând parte din „invazia britanică”. Datorită succesului piesei „I Got You Babe” la câteva posturi de radio din Los Angeles, directorul casei de discuri Atlantic Records s-a hotărât să o promoveze, anulând planurile pentru „It's Gonna Rain”.
Pe 31 iulie, „I Got You Babe” a intrat în primele 40 de poziții ale clasamentului Billboard, iar la numai trei săptămâni de la lansare, piesa a ajuns pe primul loc. La scurt timp, a preluat locul 1 și în UK Singles Chart. Piesa a fost un succes crossover, atingând locul 19 în clasamentele R&B din SUA. Succesul cântecului a dus la vânzarea discului single în peste trei milioane de exemplare. În următoarea săptămână, cei doi au fost invitați la cele mai importante emisiuni din acea perioadă, printre care Ready Steady Go (de două ori), Disc a Go Go și Gadzooks.
Al doilea album de studio, Look at Us, care conținea hitul „I Got You Babe” a fost lansat în vara lui 1965, fiind puternic inspirat de muzica lui Bob Dylan. A staționat pe locul 2 în Billboard 200 timp de opt săptămâni, devenind unul din cele mai de succes albume ale anului 1965 și cel mai de succes album al lor, având vânzări de 2 milioane de exemplare în toată lumea  și un disc de aur din partea RIAA.
Imaginea hippie a grupului, în special a lui Cher a devenit apreciată de adolescenți. Aceasta a introdus în modă pantalonii evazați, iar o întreagă generație de fete și-au îndreptat părul cu fierul de frezat părul pentru a obține un look asemănător cu părul ei lung și negru.
În încercarea de a profita de succesul inițial al duo-ului, Sonny a produs repede un proiect de film pentru ei. Lansat în 1967, Good Times s-a dovedit a fi un eșec mare, în ciuda faptului că regizorul fusese William Friedkin și că alături de Sonny și Cher apăruse și George Sanders.
La sfârșitul anului 1967, grupul vânduse peste 40 de milioane de exemplare de albume și discuri single.

### Declinul (1968 - 1971)
Totuși, succesul lui Sonny & Cher a început să scadă odată cu anul 1968. Stilul lor muzical ușor, cu influențe folk și modul de viață fără droguri au devenit neapreciate de public, într-o perioadă în care rock-ul psihedelic devenise tot mai popular, odată cu schimbările în America de la sfârșitul anilor '60. Singurul copil al cuplului, Chastity Bono s-a născut la 4 martie 1969. Cei doi au mai făcut un film, de asemenea un eșec, în 1969, Bono scriind și producând Chastity, care trebuia să fie debutul într-un rol dramatic al lui Cher.
Sonny a avut ideea ca cei doi să înceapă o carieră în Las Vegas, cu Cher în rolul soției cu „limbă ascuțită” iar el ținta ei. În realitate, Bono controla toate aspectele programului lor artistic, de la aranjamentul muzical la scrisul glumelor. Au început să aibă succes sub îndrumarea lui Fred Silverman, producătorul postului de televiziune CBS i-a văzut, observând potențialul lor pentru o emisiune de estradă.

### The Sonny & Cher Comedy Hour(1971 - 1974)

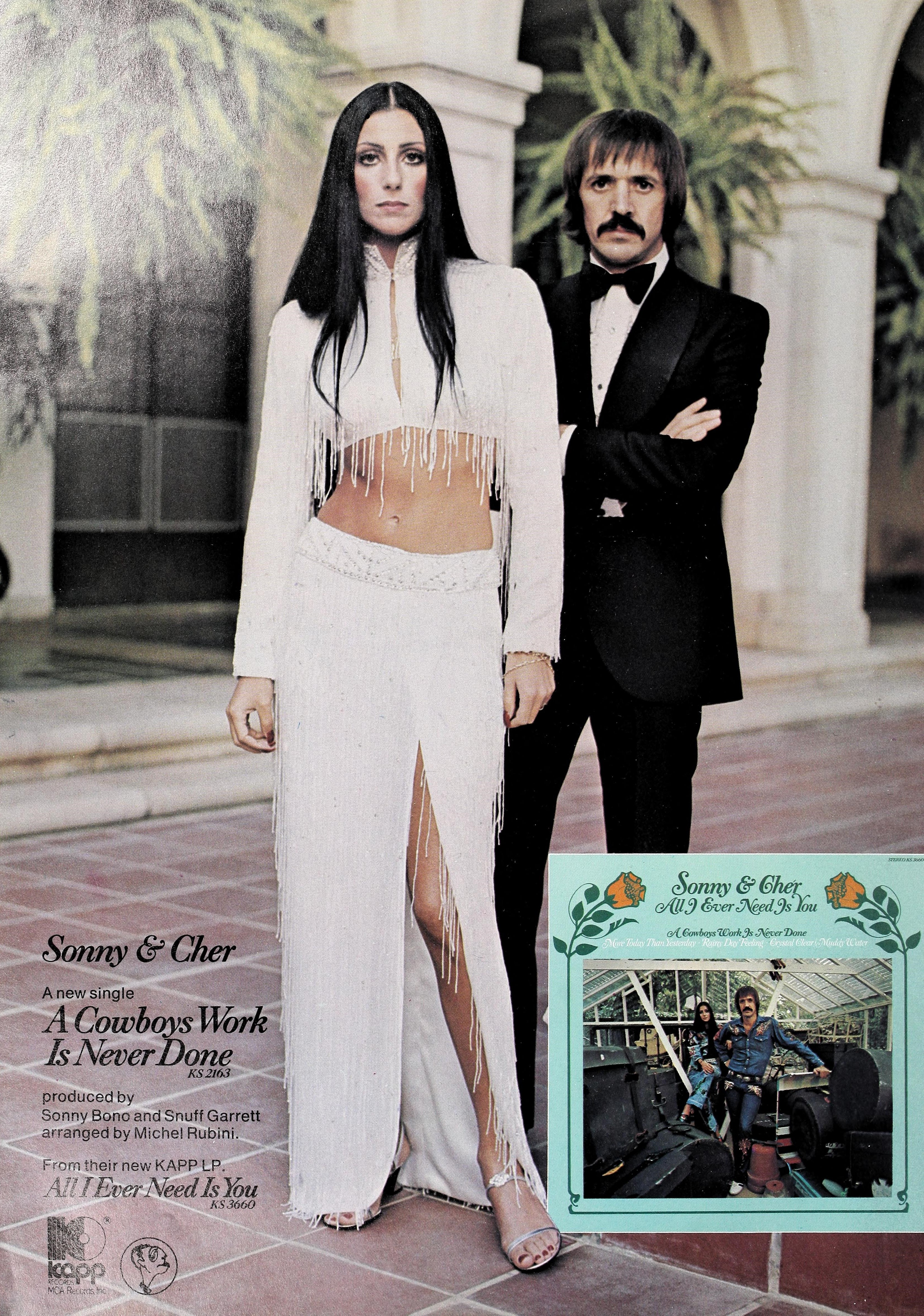
Sonny & Cher în 1972

Emisiunea The Sonny & Cher Comedy Hour a debutat pe micile ecrane în prima săptămână din august 1971, fiind programată inițial ca emisiune de vară cu durata de cinci săptămâni. Programul lor a avut succes încă din prima emisiune, atrăgând în special tânăra generație. Datorită aprecierii publicului, The Sonny & Cher Comedy Hour s-a reîntors în luna decembrie a aceluiași an la ora 20:00, considerată ora de maximă audiență. Până la sfârșitul anului 1971, emisiunea a fost constant în primele 10 cele mai vizionate programe de miercuri seara.

Emisiunea de o oră, scrisă aproape în întregime de Bono, începea cu primele acorduri din „The Beat Goes On”. Urma o scenă de dialog între Cher și Sonny, urmată de scheciuri și momente muzicale. Emisiunea se termina cu perechea cântând publicului „I Got You Babe”, uneori cu fiica lor Chastity între ei. Printre vedetele din acea perioadă care au apărut în spectacol se numără Steve Martin, Merv Griffin, Carol Burnett, Jerry Lewis, The Jacksons 5 și Burt Reynolds.
Odată cu succesul emisiunii, a reapărut interesul în muzica celor doi. „All I Ever Need is You” a devenit primul single al lor care s-a clasat printre primele zece cântece în Billboard Hot 100 din 1967, iar albumul cu același nume a devenit primul lor album de la Look at Us (1966) care ajunge în top 20 în Billboard 200. Cher a continuat să lanseze albume solo, având trei piese care au atins prima poziție în topul american.
Deși emisiunea a continuat să se bucure de succes, fiind nominalizată în 1972 și 1973 la premiile Emmy și Globurile de Aur, viața conjugală a celor doi artiști se schimbase, la sfârșitul anului 1973 tabloidele având săptămânal reportaje despre certurile dintre cei doi și anularea unor spectacole. Pe măsură ce Cher avea tot mai mult succes în cariera solo, duoul muzical Sonny & Cher era falimentar.
În 1974, The Sonny & Cher Comedy Hour a continuat să primească nominalizări la premiile Globurile de Aur și Emmy, Cher câștigând chiar un Glob de Aur la categoria „Cea mai bună actriță de televiziune într-un muzical sau comedie”. În ciuda succesului, cuplul nu se mai înțelegea: „Dacă te uitai la emisiune credeai că eu îi conduceam viața lui Sonny. Hah! În viața reală, era un dictator sicilian - nu puteam să spun nimic! Eram în top 10, aveam atâția bani, toată lumea îmi spunea cât de norocoasă și fericită eram - când de fapt aveam 47 de kilograme, eram mereu bolnavă, nu puteam să manânc, nu puteam să dorm. Și m-am gândit: «Fie îl părăsesc pe Sonny, fie sar de la etaj».”
Emisiunea a terminat pe locul 8 în sezonul 1973 - 1974. Pe 22 februarie 1974 s-a filmat ultimul episod al seriei, la două zile după ce Sonny și Cher au divorțat. Neavând de ales, CSB a anulat emisiunea, iar pe 29 mai a fost difuzat ultimul episod al acesteia.

### Cariere separate (1974 - 1976)
CBS a încheiat un contract cu Cher, dându-i propria emisiune la începutul anului 1975, deși Bono alături de fosta lui echipă obținuse un contract cu ABC, programul lui începând să fie televizat de la sfârșitul anului 1974.
The Sonny Comedy Revue nu s-a bucurat de aceeași popularitate ca The Sonny & Cher Comedy Hour, fiind anulat după numai două luni. The Cher Show a debutat pe 16 februarie, la șase săptămâni de la anularea emisiunii lui Sonny. Datorită contractelor, doar personajul LaVernn al ui Cher a putut fi folosit în sketch-uri. Chiar dacă rating-urile primelor emisiuni au fost mari, la sfârșitul anului The Cher Show a terminat pe locul 23 în clasamentul celor mai vizionate programe. Al doilea sezon a avut de asemenea un număr redus de telespectatori, iar Cher s-a decis la jumătatea sezonului să reînceapă colaborarea cu Sonny: „Am luat decizia aceasta, fără a avea o legătură cu numărul de telespectatori. Să mă ocup singură de emisiune a fost mai mult decât puteam duce. Trebuia să fac de toate, de la alesul muzicii până la ajutatul cu scenariile. Și m-au pus să zic un monolog. Nu e genul meu, să fiu acolo singură, să fac glumele.”

### Împăcarea (1976 - 1979)

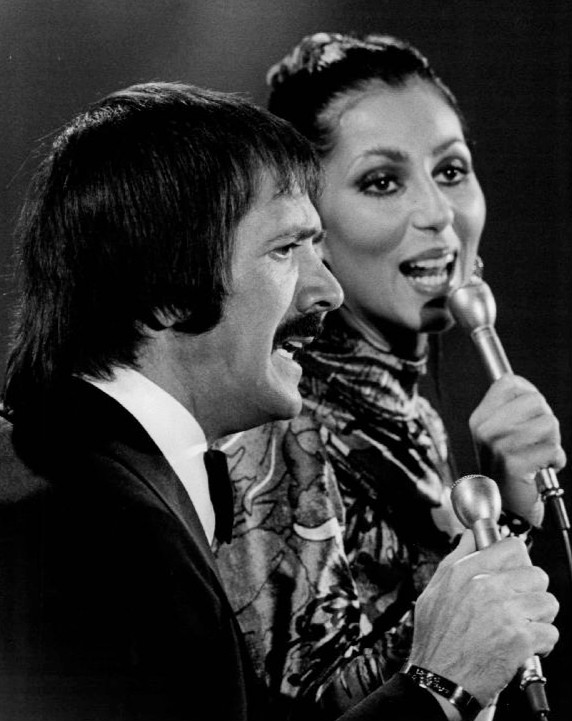
Sonny Bono și Cher în 1976

Pe 1 februarie 1976, duminică seara, la doar o lună după ce The Cher Show luase sfârșit, cu Cher însărcinată cu noul ei soț (Greg Allman), The Sonny and Cher Show a debutat în top 10 cele mai vizionate programe. Datorită unor probleme legale, personajele din The Sonny & Cher Comedy Hour nu au putut fi folosite. De-a lungul următoarelor săptămâni rating-urile au scăzut dramatic, la fel ca și calitatea scenetelor prezentate. Totuși, pe baza succesului primelor episoade, a fost filmat un nou sezon.
Noul sezon a continuat să aibă rating-uri mici, fiind într-un final scos din grila de programe pe 29 august 1979. Până în 1988 când cei doi au fost invitați în emisiunea lui David Letterman, aceasta a fost ultima lor apariție în public împreună.

### După Sonny & Cher
La terminarea contractelor, cei doi au rămas în lumina reflectoarelor.
Bono a încercat să devină actor, apărând ca personaj secundar în seriale americane precum Fantasy Island și Love Boat. Datorită unor dispute cu autoritățile locale atunci când a încercat să deschidă un restaurtant în Palm Springs, California, s-a hotărât să intre în politică, iar în 1988 a devenit primarul orașului. În 1994 a devenit membru în Camera Reprezentanților a Statelor Unite ale Americii.  A decedat pe 5 ianuarie 1998 în urma unui accident petrecut la schiat în California.
Cher și-a continuat cariera de cântăreață și de actriță. În urma unor albume lipsite de succes, Cher a apărut în diverse filme aclamate de critici, printre care Silkwood (1983), Mask (1985), câștigând un premiu Oscar pentru rolul din Moonstruck (1987). S-a reîntors în muzică cu albumele de succes Cher (1987) și Heart of Stone (1989). În 1998 și-a lansat albumul câștigător al unui premiu Grammy, Believe. Între 2002 și 2005 a susținut un turneu mondial, Living Proof: The Farewell Tour, fiind pentru o perioadă cel mai de succes turneu al unei artiste solo.

## Discografie

### Albume
| Albume de studio - Baby Don't Go (1965) - Look At Us (1966) - The Wondrous World of Sonny & Cher (1966) - In Case You're In Love (1967) - All I Ever Need Is You (1972) - Mama Was a Rock and Roll Singer Papa Used to Write All Her Songs (1973) | Compilații - The Best of Sonny & Cher (1967) - The Two Of Us (1973) - Greatest Hits (1974) | Albume live - Live In Las Vegas Vol.1 (1971) - Live In Las Vegas Vol.2 (1973) | Coloană sonoră - Good Times (1967) |

### Cântece clasate în top 10
| 1965 | „Baby Don't Go”                 | Baby Don't Go                            | 8  | 1  | 11 | 16 | -  |
| 1965 | „I Got You Babe”                | Look At Us                               | 1  | 4  | 1  | 4  | 12 |
| 1965 | „Sing C'est La Vie”             | Look At Us                               | -  | -  | -  | -  | 1  |
| 1966 | „What Now My Love”              | The Wondrous World of Sonny & Cher       | 14 | 16 | 13 | -  | 1  |
| 1966 | „Laugh at Me”                   | The Wondrous World of Sonny & Cher       | 10 | 26 | 9  | -  | -  |
| 1966 | „Little Man”                    | In Case You're in Love                   | 21 | 6  | 4  | 1  | 1  |
| 1967 | „The Beat Goes On”              | In Case You're in Love                   | 6  | 9  | 29 | -  | 5  |
| 1967 | „It's the Little Things”        | Good Times (coloană sonoră)              | 50 | 3  | -  | -  | -  |
| 1971 | „All I Ever Need Is You”        | All I Ever Need Is You                   | 7  | 10 | 8  | -  | -  |
| 1972 | „A Cowboy's Work Is Never Done” | All I Ever Need Is You                   | 8  | 4  | -  | -  | -  |
|      |                                 | Nr. de cântece ce au atins prima poziție | 1  | 1  | 1  | 1  | 3  |
|      |                                 | Nr. de cântece ce au atins top 10        | 6  | 7  | 4  | 2  | 4  |